# Trance (EP)
Trance, pubblicato nel 1998, è la prima pubblicazione ufficiale della band symphonic/doom metal Virgin Black.

## Il disco
Il primo brano si apre con un riff tastieristico, che si associa ad una ritmica sintetica quasi techno; subentrano quindi chitarre tipicamente Death metal, caratteristica in comune con il primo EP Virgin Black, per poi diventare un brano tipicamente Gothic metal, caratterizzato da un cantato inizialmente sussurrato e oscuro, mentre successivamente diventa urlato e avvolgente. Segue A Saint is Weeping, che presenta sonorità techno, con linee vocali effettate, alternate a riffing poderosi con voce agonizzante e, come per la traccia precedente, il cantato sussurrato; successivamente la traccia si evolve, approdando verso sonorità Gothic-doom, per poi ritornare, nel finale, di nuovo verso sonorità techno. L'ultima composizione di Trance è Whispers of Dead Sisters, i cui rintocchi di campana e gli inserti di synth caratterizzano l'introduzione; la canzone infatti propone sonorità
doom, con espressioni tonali cimiteriali, un drumming marziale, momenti di voce pulita, un riffing intenso e atmosfere gothic. Il finale riserva passaggi soffusi ed altri veloci, ma anche una parte di tastiera ad effetto fiati orientali ed una chiusura armoniosa e sognante.

## Tracce
1. Opera De Trance
2. A Saint Is Weeping
3. Whispers of Dead Sisters

## Formazione
- Rowan London - voce, pianoforte, tastiere
- Samantha Escarbe - chitarra, violoncello
- Ian Miller - basso
- Dino Cielo - batteria